# バレンシアCF・メスタージャ
バレンシアCF・メスタージャ（Valencia Club de Fútbol Mestalla）は、スペイン・バレンシア州パテルナに本拠地を置くサッカークラブチーム。リーガ・エスパニョーラ、バレンシアCFのリザーブチームである。2023-24シーズンはセグンダ・フェデラシオンに所属している。
1940年代後半から1970年代初頭にかけて、合計21シーズンの間セグンダ・ディビシオンに在籍していた。1951-52シーズンはセグンダ・ディビシオンを2位で終えたためにプリメーラ・ディビシオン昇格の権利を有していたが、トップチームと同じディビシオンには在籍できないというリーグの規定のために、プリメーラ･ディビシオン昇格はならなかった。

## クラブ名の変遷
- 1944年-1991年 : CDメスタージャ（CD Mestalla）
- 1991年- : バレンシアCF・メスタージャ（Valencia CF Mestalla）

## タイトル

### 国内タイトル
- テルセーラ・ディビシオン : 1回
  - 1957-58, 1970-71, 1982-83, 1984-85, 1991-92, 2004-05, 2010-11

### 国際タイトル
- なし

## 過去の成績
| シーズン | 部 | ディビジョン | 順位 |
| -------- | -- | ------------ | ---- |
| 2000-01  | 4  | テルセーラ   | 2位  |
| 2001-02  | 3  | セグンダB    | 2位  |
| 2002-03  | 3  | セグンダB    | 6位  |
| 2003-04  | 3  | セグンダB    | 17位 |
| 2004-05  | 4  | テルセーラ   | 1位  |
| 2005-06  | 4  | テルセーラ   | 2位  |
| 2006-07  | 3  | セグンダB    | 16位 |
| 2007-08  | 4  | テルセーラ   | 2位  |
| 2008-09  | 3  | セグンダB    | 12位 |
| 2009-10  | 3  | セグンダB    | 18位 |
| 2010-11  | 4  | テルセーラ   | 1位  |
| 2011-12  | 3  | セグンダB    | 13位 |
| 2012-13  | 3  | セグンダB    | 16位 |
| 2013-14  | 3  | セグンダB    | 16位 |
| 2014-15  | 3  | セグンダB    | 14位 |
| 2015-16  | 3  | セグンダB    | 8位  |
| 2016-17  | 3  | セグンダB    | 3位  |
| 2017-18  | 3  | セグンダB    | 11位 |
| 2018-19  | 3  | セグンダB    | 13位 |
| 2019-20  | 3  | セグンダB    | 16位 |

| シーズン | 部 | ディビジョン   | 順位     |
| -------- | -- | -------------- | -------- |
| 2020-21  | 3  | セグンダB      | 10位/8位 |
| 2021-22  | 5  | テルセーラRFEF | 1位      |
| 2022-23  | 4  | 連盟2部        | 3位      |
| 2023-24  | 4  | 連盟2部        | 11位     |
| 2024-25  | 4  | 連盟2部        | 6位      |

- 21シーズン - セグンダ・ディビシオン（2部）
- 25シーズン - セグンダ・ディビシオンB（3部）
- 2シーズン - セグンダ・フェデラシオン（4部）
- 29シーズン - テルセーラ・ディビシオン（4部）
- 1シーズン - テルセーラ・フェデラシオン（5部）

## 歴代監督
- セサル・フェランド 2000-2002
- パコ・ロペス 2012-2013
- ルベン・バラハ 2014
- クーロ・トーレス 2014-2017
- リュボスラフ・ペネフ 2017
- ミゲル・グラウ 2017-2019
- ミゲル・アンヘル・アングロ 2021-

## 歴代所属選手

### GK
- フランシスコ・モリーナ 1989-1993
- アンドレス・パロップ 1995-1997
- ビセンテ・グアイタ 2006-2009
- ジャウメ・ドメネク 2013-2015

### DF
- ミゲル・テンディーリョ 1977-1979
- ボロ 1982-1984
- パコ・カマラサ 1985-1988
- ハビ・ナバーロ 1993-2000
- クーロ・トーレス 1997-1999
- ラウル・アルビオル 2003-2004
- ジョルディ・アルバ 2007-2008
- フアン・ベルナト 2011-2012
- ホセ・ガヤ 2012-2014
- ウーゴ・ギジャモン 2017-2020

### MF
- パキート 1972-1973
- ガイスカ・メンディエタ 1992-1994
- ダビド・アルベルダ 1995-1996
- ミゲル・アンヘル・アングロ 1995-1996
- フランシスコ・ファリノス 1996-1997
- ダビド・シルバ 2003-2004
- パブロ・エルナンデス 2004-2006
- イスコ 2009-2011
- カルロス・ソレール 2014-2016
- ゴンサロ・ビジャール 2016-2018
- 李康仁 2017-2018
- ユヌス・ムサ 2019-2020

### FW
- フアン・サンチェス 1991-1993
- パコ・アルカセル 2009-2012
- 指宿洋史 2013-2014
- ラファ・ミル 2015-2018
- フェラン・トーレス 2016-2017